# Chile na Letnich Igrzyskach Olimpijskich 1956
Chile na Letnich Igrzyskach Olimpijskich 1956, reprezentowane było przez 33 sportowców (32 mężczyzn i 1 kobietę). Reprezentacja zdobyła 4 medale (2 srebra oraz 2 brązy). Był to 9. start reprezentacji w historii letnich olimpiad.

## Zdobyte medale

### Srebra
- Marlene Ahrens - lekkoatletyka, rzut oszczepem kobiet
- Ramón Tapia - boks mężczyzn, waga średnia

### Brązy
- Claudio Barrientos - boks mężczyzn, waga kogucia
- Carlos Lucas - boks mężczyzn, waga lekkociężka